# Brume sèche
Pour les articles homonymes, voir Brume (homonymie).
La brume sèche est une réduction de la visibilité par des particules hygroscopiques microscopiques suspendues dans l'air et qui donnent une visibilité réduite dans de l'air non saturé de vapeur d'eau,. Elle se distingue du brouillard par sa teinte bleuâtre ou jaunâtre.
Elle se différencie de la brume de poussière en ce qu'elle ne laisse pas de dépôt visible au sol (la brume de poussière est définie comme étant « de la poussière en suspension dans l’air d’une manière généralisée, non soulevées par le vent au point d’observation ou à ses alentours au moment de l’observation (avec présence d’un dépôt de poussière au sol) »).

## Formation
Le processus de formation de la brume sèche résulte du soulèvement dans l'air de particules microscopiques naturelles, comme la poussière, le sel ou les particules volcaniques ; ou artificielles comme la cendre des cheminées. Ces particules vont demeurer sèches si le contenu en vapeur d'eau de l'air est faible. Elles peuvent cependant absorber cette vapeur quand l'humidité relative s'approche du point de saturation sans le dépasser, d'une façon identique au développement des gouttelettes de nuages et de brouillard.
Le processus de capture des molécules de vapeur d'eau par ces noyaux de condensation leur permet de se dissoudre partiellement et d'augmenter leur volume mais ne mène pas à la formation de gouttelettes. Cependant, ces pré-gouttelettes vont causer une obstruction à la visibilité s'ils ont une assez grande densité dans l'air. Ce phénomène naturel se produit lorsque l'air est relativement stable, surtout dans une situation d’inversion thermique, et qu'on a un apport de noyaux de condensation.

## Brume sèche de pollution

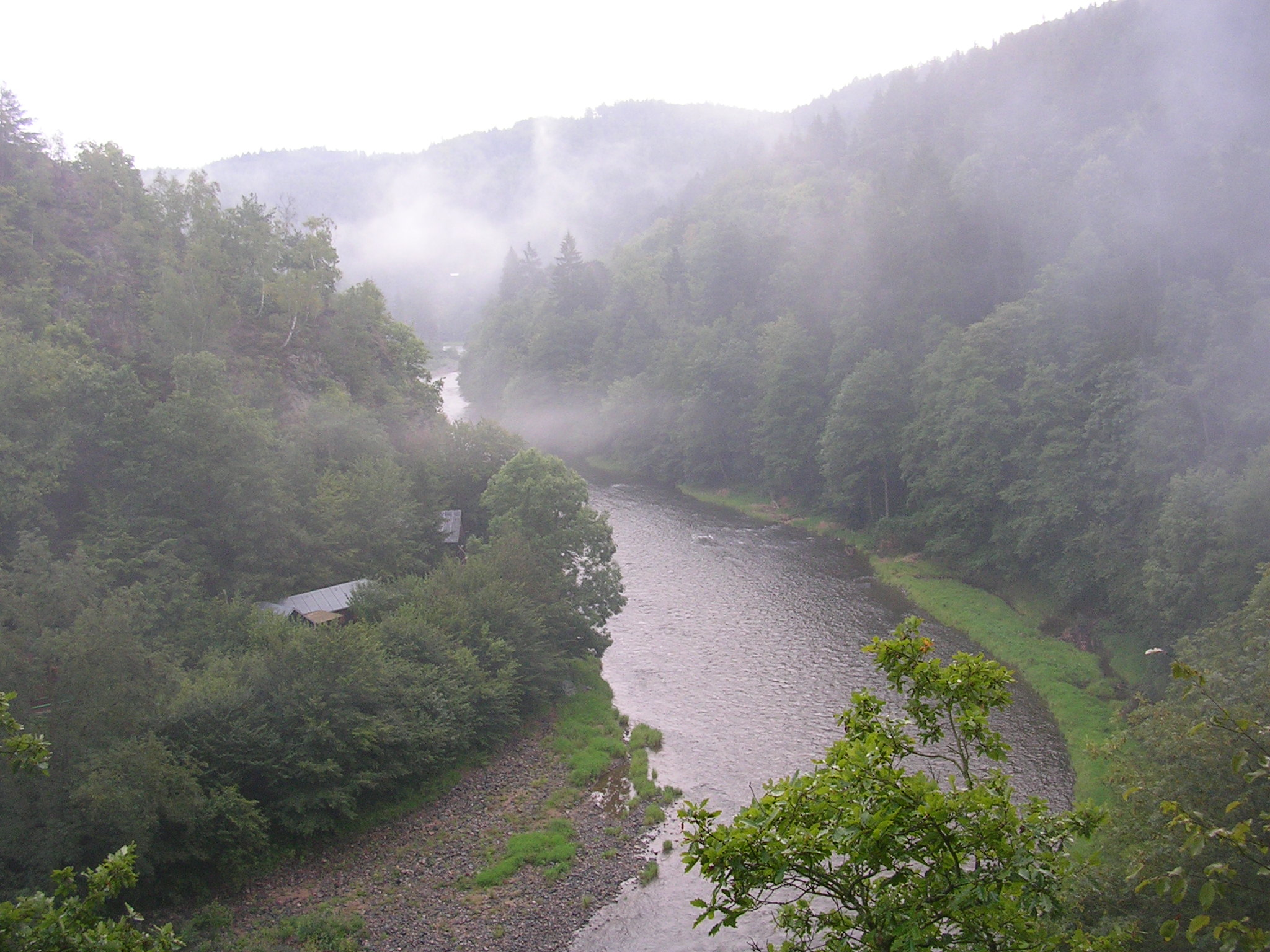
Si l'air est pollué par des éléments acides ou des pesticides, les brumes peuvent aussi les concentrer et contribuer à des phénomènes improprement qualifiés de « pluies acides »

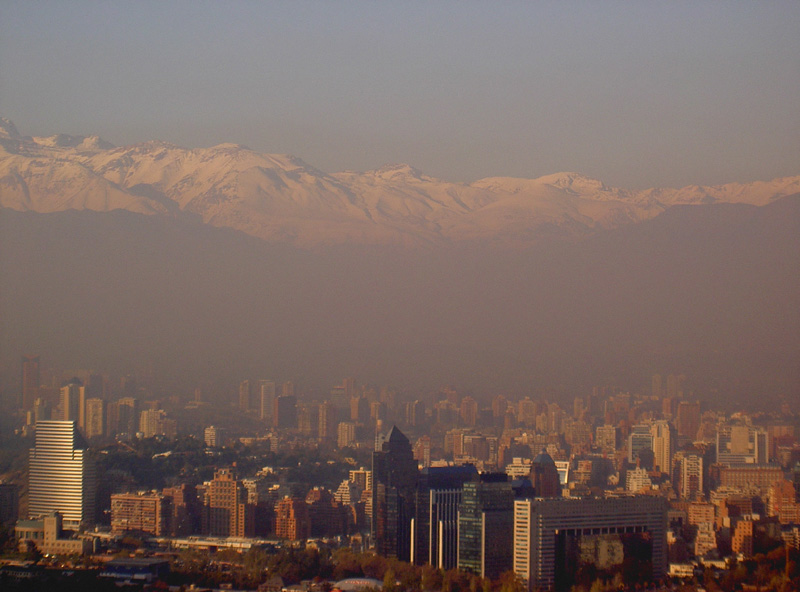
Le smog est une brume anthropique de pollution (ici à Santiago du Chili).

La brume sèche peut être causé par le phénomène de smog de pollution et de smog photochimique anthropiques qui datent au moins du XIXe siècle avec l'explosion de l'utilisation de la houille. Certaines villes chinoises sont presque toute l'année recouverte d'un nuage de pollution comme l'étaient les capitales européennes dans les années 1960-1970. Les émissions des véhicules et du chauffage et des cuisines urbaines s'y mêlent aux aérosols industriels émis par les phénomènes d'érosion et de désertification. Les incendies de forêt y contribuent également comme le montrent clairement les images par satellites.
Cette pollution a des effets chroniques et parfois aigus sur la santé humaine, des plantes, des animaux et des écosystèmes via des phénomènes d'acidification notamment. Les ultraviolets aggravent la toxicité de cette brume en y créant des radicaux libres et de l'ozone toxique, et en y perdant leur pouvoir désinfectant.
Même les territoires de l'Arctique sont touchés depuis les années 1950 par un smog roux qui apparait chaque automne.
Les analyses d'air faites dans les années 1970 à Barrow (Alaska), puis à Mould Bay (Nord-Ouest canadien) ont montré une origine anthropique à cette brume. Les carottes glaciaires de l'île d'Ellesmere ont montré que de 1900 à 1950, l'acidité de la glace et les émissions de soufre sont restées presque constantes, pour ensuite doubler dans la seconde moitié du XXe siècle. La pollution de l'air a augmenté de 75 % en une quarantaine d'années dans l'Arctique, le dioxyde de soufre, acide, jouant un rôle important, en ayant doublé sur l'ensemble de la planète.